# Erdut
Erdut es un municipio de Croacia en el condado de Osijek-Baranya.

## Geografía
Se encuentra sobre la ribera  del Danubio, en la frontera con Serbia, a una altitud de 148 m s. n. m. y 313 km de la capital nacional, Zagreb.

## Demografía
En el censo 2011 el total de población del municipio fue de 7 308 habitantes, distribuidos en las siguientes localidades:
- Aljmaš - 605
- Bijelo Brdo - 1 961
- Dalj - 3 937
- Erdut - 805

| Gráfica de población de Erdut 1857-2011                             |
|                                                                     |
| Según los censos de población de la oficina estadística de Croacia. |